# Carl Åkerhielm
Johan Carl Åkerhielm af Margrethelund, född 21 juli 1807 i Axbergs socken, död 13 november 1879 på Ökna, var en svensk friherre, ämbetsman och politiker. Åkerhielm var landshövding i Örebro län åren 1856–1876.

## Biografi
Carl Åkerhielm föddes på Dylta bruk som son till översten och generaladjutanten Samuel Christian Fredrik Lars Åkerhielm och Hedvig Burenstam född i släkten Burenstam.
Åkerhielm blev student vid Uppsala universitet 1824, tog kansliexamen 1826 samt avlade examen till rättegångsverken 1827. Han var därefter attaché vid beskickningen i Italien från 1829. Han blev kammarherre 1836. Åkerhielm var ägare till godset Ökna i Södermanlands län som han förvandlade till ett av länets modernaste jordbruk. Under sin tid som landshövding i Örebro bodde han i Åkerhielmska gården vid Järntorget. 
Som riksdagsman var han ledamot av Ridderskapet och adeln från 1834 samt ledamot av första kammaren 1870–1874. Han var landshövding i Örebro län 1856–1876.
Åkerhielm var i sitt första äktenskap gift med grevinnan Julia Emerentia von Düben, dotter till greve Gustaf von Düben och Lovisa Henrietta Renata Augusta, grevinna av Schönburg-Wechselburg. Han gifte om sig med grevinnan Ebba Catharina Lovisa Fredrika Löwenhielm, dotter till greve Carl Axel Löwenhielm, efter att ha blivit änkeman. Han blev sedan änkeman en andra gång efter att hans andra maka avlidit inom loppet av ett år som gifta. Åkerhielm ingick sitt tredje och sista äktenskap med hovfröken Lotten Skjöldebrand. Vidare var han morfar till politikern Elisabeth Tamm.